# Dato Chkhartishvili
Dato Chkhartishvili (in georgiano დათო ჩხარტიშვილი?; 27 settembre 1996) è un lottatore georgiano, specializzato nella lotta greco-romana.

## Biografia
Ha vinto la sua prima medaglia internazionale seniores agli europei di Kaspijsk 2018 ha vinto il bronzo.
Ha rappresentato la Georgia ai Giochi europei di Minsk 2019, dove ha superato il polacco Michał Tracz agli ottavi, l'armeno Armen Melikyan ai quarti ed è stato estromesso dal tabellone principale dal russo Sergej Emelin in semifinale. Ai ripescaggi ha battuto il tedesco Etienne Kinsinger e di è aggiudicato la medaglia di bronzo.

## Palmarès
- Europei

Kaspijsk 2018: bronzo nei 60 kg.
- Giochi europei

Minsk 2019: bronzo nei 60 kg.